# Пандо Божков
Пандо Андонов Божков е български революционер, костурски деец на Вътрешната македоно-одринска революционна организация.

## Биография
Влиза във ВМОРО в 1900 година. През Илинденско-Преображенското въстание през лятото на 1903 година е знаменосец на центровата чета и участва в превземането на Клисура и това на Невеска.
След разгрома на въстанието продължава да е селски войвода на организацията.